# بطولة أمريكا الجنوبية لألعاب القوى 1952
بطولة أمريكا الجنوبية لألعاب القوى 1952 هي النسخة الـ 17 من بطولة أمريكا الجنوبية لألعاب القوى. أقيمت في بوينس آيرس بالأرجنتين. تصدرت الأرجنتين جدول الميداليات برصيد 28 ميدالية منها 12 ذهبية.

## جدول الميداليات
| الترتيب | منتخب      | ذهبية | فضية | برونزية | المجموع |
| ------- | ---------- | ----- | ---- | ------- | ------- |
| 1       | الأرجنتين  | 12    | 10   | 6       | 28      |
| 2       | البرازيل   | 10    | 6    | 12      | 28      |
| 3       | تشيلي      | 7     | 12   | 11      | 30      |
| 4       | بيرو       | 2     | 3    | 1       | 6       |
| 5       | الأوروغواي | 0     | 0    | 1       | 1       |